# Guillaume Bodinier (peintre)
Pour les articles homonymes, voir Bodinier et Guillaume Bodinier.
Guillaume Bodinier, né le 9 février 1795 à Angers, où il est mort le 25 août 1872, est un peintre français.

## Biographie

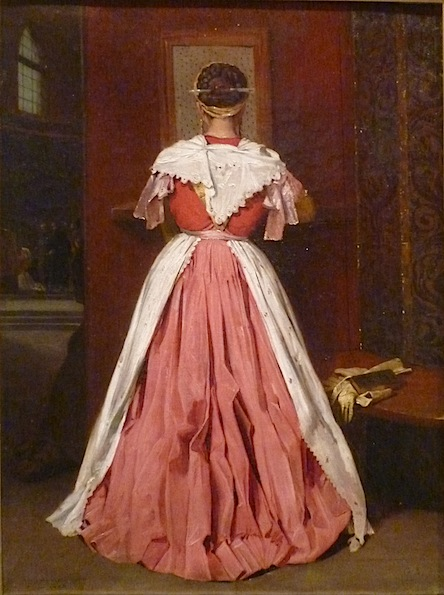
Paysanne de Frascati au confessionnal (1826), musée des beaux-arts d'Angers.

Guillaume Bodinier naît le 9 février 1795 à Angers, en Maine-et-Loire. Fils aîné de Guillaume Bodinier et de son épouse Jeanne Le Maugars, il est suivi par Victor en 1798, et Julie en 1800, qui meurt après sa naissance. Il fréquente le lycée impérial d'Angers et poursuit des études de droit à Paris en 1814, et suit également les cours de dessin de Jean Broc (1771-1850), un ancien élève de Jacques-Louis David.
En 1817, il entre à l'École royale des beaux-arts de Paris, dans l'atelier de Pierre-Narcisse Guérin, ayant été auparavant admis en 1815 dans son atelier à peindre à la brosse. Parmi ses condisciples se trouvent Eugène Delacroix et Théodore Géricault. Il se présente par deux fois au concours du prix de Rome en 1821 et 1822, sans succès.
En 1822, Guérin est nommé directeur de l'Académie de France à Rome, Guillaume Bodinier le suit et fait la connaissance de Camille Corot, avec lequel il voyage et travaille sur des scènes de genre et des paysages.
Après cinq ans passés en Italie, il rentre à Paris, expose au Salon de 1827 et obtient la médaille de première classe pour son œuvre La Demande en mariage. Son père meurt l'année suivante et son héritage le met à l'abri du besoin, ainsi que son frère Victor qui abandonne sa carrière dans le notariat pour embrasser le monde de l'art en intégrant l'atelier d'Ingres. Il voyagera, tout comme son frère, à travers l'Italie et s'y rencontreront à plusieurs reprises.
En 1829, Guillaume Bodinier retourne à Rome où Horace Vernet a remplacé Guérin à la tête de la villa Médicis. Bodinier retourne à Rome où il séjourne pendant tout le temps que Vernet présidera la destinée de l'Académie de France à Rome, entrecoupant son séjour par des voyages en Anjou et Paris. En 1833, son maître et ami Guérin meurt dans ses bras à Rome. Il sera un de ses huit légataires de ses œuvres. Cette année-là, Ingres prend la direction de la villa Médicis.
En 1841, Bodinier rentre à Angers pour y épouser sa cousine, Françoise Perrine Lecomte. En 1847, il quitte l'Italie et revient en Maine-et-Loire, où il est nommé directeur honoraire du musée des beaux-arts d'Angers, et il est nommé chevalier de la Légion d'honneur en 1849.
En 1861, il offre à la ville l’hôtel Pincé pour abriter les objets de la collection donnée par Lancelot Théodore Turpin de Crissé. Après la mort de son épouse, avec laquelle il vivait séparé, il se remarie en 1868 avec Flore Sophie Vasseur.
En 1858, il devient membre correspondant de l'Académie des beaux-arts de l'Institut impérial de France et directeur honoraire du musée d'Angers. En 1860, il est nommé conseiller municipal d'Angers.
À sa mort, une partie de sa collection, dont les tableaux hérités de Guérin et son fonds d’atelier, sont légués à la ville d'Angers par sa femme et conservés au musée des beaux-arts.

## Collections publiques
En Allemagne

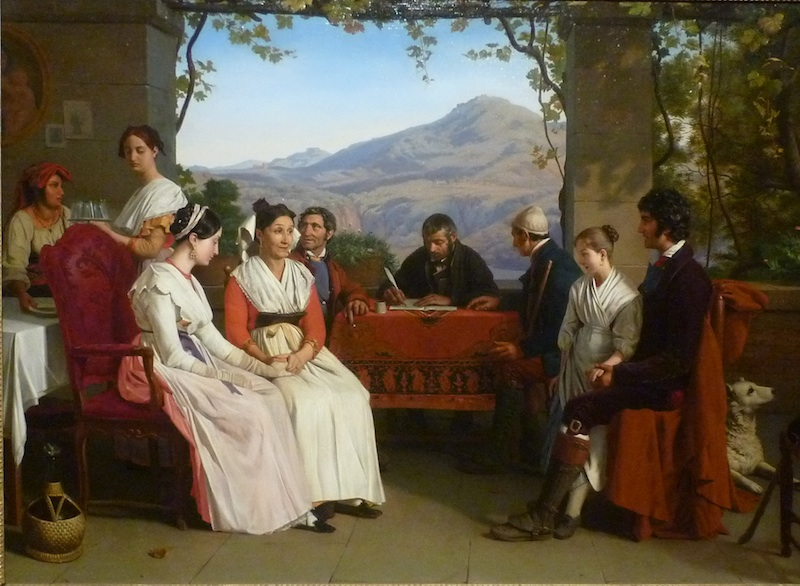
Contrat de mariage en Italie (1831), Paris, musée du Louvre.

- Hambourg, Kunsthalle : Femmes à la fontaine, écoutant une vieille, huile sur toile

En France
- Angers, musée des beaux-arts :
  - Portrait de Madame Marguerite-Julie Morel, 1822, huile sur toile[5]
  - La Demande en mariage, 1825, huile sur toile[5]
  - Paysanne de Frascati au confessionnal, 1826, huile sur toile[5]
  - L'Angélus du soir, 1835, huile sur toile[5]
  - Portrait de Casimir Lecomte devant le Stromboli, 1828, crayon noir sur papier[6]
  - Autoportrait dans la campagne, 1823, dessin
- Craon, mairie : Le Bon Samaritain, 1823, huile sur toile
- Orléans, musée des Beaux-Arts : Brigand italien, 1823, Aquarelle sur papier vélin, 22 x 17 cm[7].
- Paris, musée du Louvre : Contrat de mariage en Italie, 1831, huile sur toile[5]
- Paris, musée d'Orsay : Les filles de Procida, huile sur toile
- Perpignan, musée Hyacinthe Rigaud : Les Joueurs de luth, 1835, huile sur toile

## Expositions
- 2005, exposition au musée des beaux-arts d'Angers
- 2011, exposition du 27 mai au 18 septembre au musée des beaux-arts d'Angers

## Prix
- Médaille de 1re classe au Salon de 1827 pour La Demande en mariage

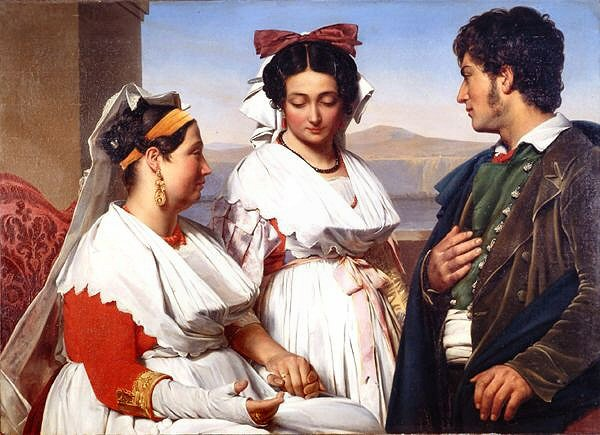
La Demande en mariage, musée des beaux-arts d'Angers

## Iconographie
- Guillaume Bodinier, Autoportrait dans la campagne (1823), dessin, musée des beaux-arts d'Angers
- Hippolyte Flandrin, Portrait de Guillaume Bodinier (1833)[réf. nécessaire]

## Distinctions
- Chevalier de la Légion d'honneur en 1849[4]